# Kista Science Tower
La Kista Science Tower è un grattacielo situato in Färögatan 33 a Stoccolma, Svezia. Nel 2003 era l'edificio più alto della Scandinavia ma è stato poi superato dal Turning Torso di Malmö nel 2004. La Kista Science Tower è 156 metri di altezza con l'antenna.